# 黄蒿沟
黄蒿沟，位于中国东北地区，是嫩江右岸支流，发源于内蒙古自治区阿荣旗六合镇永乐村（旧属长安乡）西北大兴安岭东坡白桦山，蜿蜒向东流，经六合镇孤山社区（原孤山镇），过金代东北路界壕边堡遗址进入黑龙江省甘南县，流入太平湖水库，出库后干流已经开挖整治成为顺直的排水干渠，向南流经宝山乡合胜村、查哈阳农场海洋分场、丰收分场、东阳镇民利村、同盟村等地，于良种场附近汇入嫩江。河流全长120千米，流域面积1270平方千米，年均径流量0.108亿立方米。黄蒿沟上游流经低山丘陵区，河道弯曲，两岸杂草丛生，太平湖水库以下河段流经查哈阳灌区，是东北四大灌区之一，干流接纳灌区尾水。查哈阳灌区（农场）以种植水稻、小麦、大豆、玉米、甜菜为主。1997年，水稻亩产超千斤，创造了北纬48度高寒地区大面积水稻高产的奇迹，成为中国第一个绿色食品水稻基地，所产富硒大米闻名全国。